# 天關
天關 （金牛座ζ，縮寫為Zeta Tau或ζ Tau）是在黃道星座金牛座的一顆聯星。它的視星等是3.0等，可以用裸眼直接看到。經由視差測量，它與太陽的距離是440光年。
這一顆聯星的成員分別稱為天關A（裸眼可見的亮星）)和天關B。

## 命名
天關的拉丁文名稱是Zeta Tauri，這是拜耳命名法賦予的名稱；在佛蘭斯蒂德命名法的名稱是123 Tauri。天關A和B的名稱源自多星系統的華盛頓多星星表（Washington Multiplicity Catalog，WMC）所使用的慣例，並且已經被國際天文學聯合會採用。
天關是中國天文學使用的名稱，以前翻譯為Tien Kwan（漢語拼音為Tiānguān），意思是天上的關卡。它是畢宿中的一個小星官（參見中國星座）。天關也可以翻譯成Tien Kwan（技術上來說，星官的天關不僅僅只是金牛座ζ，它只是主星，其它成員還有金牛座113、126、天關增三（128）、129、130和天關增六（127）。可以參見天關或金牛座中的星官）。在2016年，國際天文學聯合會的IAU恆星名稱工作組（WGSN）對恆星傳統的名稱進行編目和標準化，確定正確的名稱只屬於單獨的一顆恆星，而不是整個恆星系統中的多顆恆星。它於2017年6月30日審定英文名稱為Tianguan，並專屬於天關A。

## 性質
天關是僅有一組光譜線的光譜聯星系統，這意味著兩顆恆星彼此的軌道非常接近，不能以望遠鏡解析；而且伴星的光度非常微弱，僅能由主星軌道運動造成光譜中吸收線的變化來顯示伴星的存在。估計這兩顆天體之間的距離約為1.17天文單位，也就是地球到太陽距離的117%。它們遵循的圓軌道週期大約是113天。
相較於太陽，主星天關A是一顆巨大的恆星，質量超過太陽的11倍，半徑是太陽的5-6倍。它的投影自轉速度是125 km s−1。估計伴星天關B的質量是太陽的94%，但是不知道它是主序星、中子星、還是白矮星。如果它是主序星，那麼以它的質量而言，它在分類上可能是G4 。
主星的光譜呈現B2IIIpe的類型 。光度分類的"III"表示它是一顆耗盡核心的氫，在演化上已經離開主序帶的巨星。尾碼的字母"p"表示光譜中未指出特定的化學性質，而"e"表示它是有發射線的恆星。對於這樣的Be星，發射線是由一個從恆星外層圈中拋出的物質組成，由旋轉的氣體星周盤產生的。此頻譜中的震盪模式是由盤面中的單臂螺旋密度波引起的。盤面的進動可能是受到伴星的引力影響。
天關的光譜顯示有亮度的變化。變星總表將他歸類為仙后座γ型變星，是一種食變星 ，但它可能兩者都不是。克羅埃西亞赫瓦爾（Hvar）天文臺的赫沃耶·博希奇（Hrvoje Božić）和克雷希梅爾·帕夫洛夫斯基（Krešimer Pavlovski）在1981年至1986年持續觀察天關的亮度，注意到光度曲線中有一種類似"食"的效果。但後續的研究，使用了所有可用的光度學資料，包括來自依巴谷衛星的資料，都未能確認食的存在。